# Special Olympics Curaçao
Special Olympics Curaçao (englisch: Special Olympics Curaçao) ist der Verband von Curaçao von Special Olympics International, der weltweit größten Sportbewegung für Menschen mit geistiger Beeinträchtigung und Mehrfachbeeinträchtigung. Ziel ist die sportliche Förderung dieser Personengruppe und die Sensibilisierung der Gesellschaft für sie. Außerdem betreut der Verband die Athletinnen und Athleten von Curaçao bei den Special Olympics Wettbewerben.

## Geschichte
Special Olympics Curaçao wurde in den späten 1970er Jahren mit Sitz in Willemstad gegründet.

## Aktivitäten
2021 waren 150 Athletinnen, Athleten und Unified Partner sowie 16 Trainer bei Special Olympics Curaçao registriert.
Der Verband nahm 2022 an den Programmen Law Enforcement Torch Run (LETR), Athlete Leadership, Healthy Athletes, Young Athletes, Motor Activities Training Program (MATP) und Unified Sports teil, die von Special Olympics International ins Leben gerufen worden waren.

### Sportarten
Folgende Sportarten wurden 2022 vom Verband angeboten:
- Boccia (Special Olympics)
- Bowling (Special Olympics)
- Fußball (Special Olympics)
- Kraftdreikampf (Special Olympics)
- Schwimmen (Special Olympics) mit Freiwasserschwimmen
- Tennis (Special Olympics)

### Teilnahme an Weltspielen vor 2020
- 2011 Special Olympics World Summer Games, Athen
- 2013 Special Olympics World Winter Games, PyeongChang, Südkorea
- 2015 Special Olympics World Summer Games, Los Angeles, USA

### Teilnahme an den Special Olympics World Summer Games 2023 in Berlin
Special Olympics Curaçao nahm an den Special Olympics World Summer Games 2023 teil. In der Delegation befanden sich sieben Athletinnen und Athleten der Disziplinen Bowling, Boccia, Schwimmen und Powerlifting und vier Unified Partner, Sportler und Sportlerinnen ohne Beeinträchtigung, die beim Bowling und Boccia während der Weltspiele in Teams mit den Athletinnen und Athleten zu den Wettbewerben antraten. Die Delegation wird vor den Spielen im Rahmen des Host Town Program vom Vogelsbergkreis betreut. Das Team gewann bei diesen Weltspielen je zwei Gold-, Silber- und Bronzemedaillen.